# 短鬍鯰
短鬍鯰，為輻鰭魚綱鯰形目塘虱魚科的其中一種，分布於中國澳門及廣東省淡水流域，棲息在水底。

## 扩展阅读
維基物種上的相關：短鬍鯰